# María José Salvador
María José Salvador Rubert (Vall de Uxó, Castellón, 28 de agosto de 1974) es una política, abogada y profesora española. Es militante del Partido Socialista del País Valenciano (PSPV-PSOE). Desde junio de 2007 es diputada en las Cortes Valencianas por Castellón, y desde el junio de 2019 es la vicepresidenta primera de las Cortes Valencianas. Además, entre 2015 y 2019 fue la Consejera de Derecho a la Vivienda, Obras Públicas y Vertebración de la Generalidad Valenciana.

## Biografía
Nacida en el municipio castellonense de la Vall de Uxó en 1974. Es licenciada en Derecho por la Universidad Jaime I de Castellón de la Plana. Seguidamente realizó un Postgrado en Política internacional por la Universidad de Barcelona. Tras finalizar sus estudios universitarios, comenzó a trabajar como abogada especializada en el área internacional y en la empresa privada y también fue investigadora del Instituto de Estudios sobre Conflictos y Acción Humanitaria (IECAH) de Madrid. Después regresó a la Universidad Jaime I, donde realizó un Máster internacional en estudios por la paz y el desarrollo pasando a ser profesora de Derecho internacional.
Desde hace numerosos años, es militante del Partido Socialista de la Comunidad Valenciana (PSPV-PSOE), del cual ha sido Vicesecretaria de la agrupación local de su pueblo natal la Vall de Uxó, entre 2004 y 2008. Desde ese último año, también ha sido Vicesecretaria General de la Comisión Ejecutiva Provincial de Castellón y Secretaria de Vivienda del PSPV-PSOE. 
Durante esa época, se presentó en las listas del PSPV-PSOE por la Circunscripción electoral de Castellón para las Elecciones autonómicas de 2007, en la que logró ser elegida como diputada de las Cortes Valencianas, renovando su escaño en las autonómicas de 2011 y posteriormente en las de 2015 y 2019.